# Fussballclub Grenchen
Il Football Club Grenchen (ufficialmente, in tedesco Fussballclub Grenchen) è una società calcistica svizzera con sede nella città di Grenchen. La sua fondazione risale al 2 luglio 1906.
Attualmente milita nella Seconda Lega interregionale.

## Palmarès

### Competizioni nazionali
- Coppa Svizzera: 1

1958-1959
- Prima Lega: 1

1936-1937
- Lega Nazionale B: 2

1984-1985, 1986-1987
- Serie Promozione: 1

1922-1923 (gruppo centrale 1)

### Altri piazzamenti
- Campionato svizzero:

Secondo posto: 1938-1939, 1939-1940, 1941-1942, 1958-1959
Terzo posto: 1963-1964
- Coppa Svizzera:

Finalista: 1939-1940, 1947-1948, 1959-1960
Semifinalista: 1940-1941, 1941-1942, 1946-1947, 1955-1956, 1957-1958
- Challenge League:

Secondo posto: 1931-1932 (girone est), 1931-1932 (girone est), 1934-1935 (girone est), 1951-1952, 1956-1957, 1970-1971
Terzo posto: 1969-1970, 1973-1974
- 1ª Lega:

Terzo posto: 2012-2013 (gruppo 2)